# Sci alpino ai VII Giochi paralimpici invernali
Per lo sci alpino ai VII Giochi paralimpici invernali di Nagano 1998 furono disputate 54 gare (35 maschili e 19 femminili).

## Medagliere
| Posizione | Paese         |    |    |    | Totale |
| --------- | ------------- | -- | -- | -- | ------ |
| 1         | Stati Uniti   | 13 | 8  | 11 | 32     |
| 2         | Spagna        | 8  | 0  | 0  | 8      |
| 3         | Svizzera      | 7  | 4  | 4  | 15     |
| 4         | Austria       | 6  | 10 | 12 | 28     |
| 5         | Germania      | 5  | 5  | 6  | 16     |
| 6         | Nuova Zelanda | 4  | 1  | 1  | 1      |
| 7         | Rep. Ceca     | 3  | 3  | 1  | 6      |
| 8         | Italia        | 3  | 2  | 3  | 8      |
| 9         | Giappone      | 2  | 2  | 1  | 5      |
| 10        | Canada        | 1  | 6  | 5  | 12     |
| 11        | Russia        | 1  | 0  | 1  | 2      |
| 12        | Francia       | 0  | 6  | 4  | 10     |
| 13        | Slovacchia    | 0  | 5  | 4  | 9      |
| 14        | Svezia        | 0  | 0  | 3  | 3      |
| Totale    | Totale        | 54 | 54 | 54 | 162    |

## Podi
Le gare erano divise in:
- Discesa libera: uomini - donne
- Supergigante: uomini - donne
- Slalom gigante: uomini - donne
- Slalom speciale: uomini - donne

Ogni evento era separato in In piedi, Seduti e Ipo o non vedenti:
- LW2 - in piedi: amputazione alla singola gamba sopra il ginocchio
- LW3 - in piedi: amputazione ad entrambe le gambe sotto il ginocchio, paralisi cerebrale lieve o danno equivalente
- LW4 - in piedi: amputazione alla singola gamba sotto il ginocchio
- LW5/7 - in piedi: doppia amputazione braccia
- LW6/8 - in piedi: amputazione al singolo braccio
- LW9 - in piedi: amputazione o menomazione equivalente di un braccio e di una gamba
- LW10 - seduti: paraplegia con o nessuna funzione addominale superiore e nessun equilibrio di seduta funzionale
- LW11 - seduti: paraplegia con equilibrio di seduta corretto e funzionale
- B1 - ipo o non vedenti: nessuna funzione visiva
- B2 - ipo o non vedenti: funzione visiva dal 3 al 5%
- B3 - ipo o non vedenti: funzione visiva sotto il 10%

### Uomini
| Evento          | Classe                    | Oro                   | Argento               | Bronzo |
| Discesa libera  |                           |                       |                       |        |
| B1,3            | Juan Carlos Molina Merlos | Gianmaria Dal Maistro | Bruno Oberhammer      |        |
| B2              | Gerhard Pscheider         | Kurt Primus           | Stefan Kopcik         |        |
| LW1,3,5/7,9     | James Patterson           | Mathew Butson         | Jozef Mistina         |        |
| LW2             | Greg Mannino              | Andreas Schmid        | Fritz Berger          |        |
| LW4             | Hans Burn                 | Hubert Mandl          | Robert Meusburger     |        |
| LW6/8           | Rolf Heinzmann            | Markus Pfefferle      | Frank Pfortmueller    |        |
| LW10            | Chris Waddell             | Gustav Gross          | Ronny Persson         |        |
| LW11            | John Davis                | Raynald Riu           | Daniel Wesley         |        |
| Supergigante    |                           |                       |                       |        |
| B1,3            | Angelo Zanotti            | Jean-Noel Arbez       | Bruno Oberhammer      |        |
| B2              | Eric Villalón             | Kurt Primus           | Stefan Kopcik         |        |
| LW1,3,5/7       | Kevin O'Sullivan          | Jacob Rife            | Jozef Mistina         |        |
| LW2             | Greg Mannino              | Michael Hipp          | Juerg Gadient         |        |
| LW4             | Hubert Mandl              | Hans Burn             | Mark Ludbrook         |        |
| LW6/8           | Rolf Heinzmann            | Markus Pfefferle      | Frank Pfortmueller    |        |
| LW9             | Mathew Butson             | Arno Hirschbuehl      | George Sansonetis     |        |
| LW10            | Gustav Gross              | Chris Waddell         | Martin Braxenthaler   |        |
| LW11            | Daniel Wesley             | Stacy William Kohut   | Raynald Riu           |        |
| Slalom gigante  |                           |                       |                       |        |
| B1,3            | Angelo Zanotti            | Bruno Oberhammer      | Jean-Noel Arbez       |        |
| B2              | Eric Villalón             | Stefan Kopcik         | Gerhard Pscheider     |        |
| LW1,3,5/7       | Alexei Moshkine           | Jozef Mistina         | Gerd Schoenfelder     |        |
| LW2             | Jason Lalla               | Monte Meier           | Greg Mannino          |        |
| LW4             | Hans Burn                 | Michael Bruegger      | Steven Bayley         |        |
| LW6/8           | Rolf Heinzmann            | Markus Pfefferle      | Wolfgang Moosbrugger  |        |
| LW9             | Mathew Butson             | George Sansonetis     | Gilles Place          |        |
| LW10            | Gustav Gross              | Andreas Schiestl      | Reinhold Sager        |        |
| LW11            | Klaus Salzmann            | Stacy William Kohut   | Karl Lotz             |        |
| Slalom speciale |                           |                       |                       |        |
| B1,3            | Bruno Oberhammer          | Jean-Noel Arbez       | Gianmaria Dal Maistro |        |
| B2              | Eric Villalón             | Stefan Kopcik         | Kurt Primus           |        |
| LW1,3,5/7       | Gerd Schoenfelder         | Jozef Mistina         | Jacob Rife            |        |
| LW2             | Monte Meier               | Fritz Berger          | Juerg Gadient         |        |
| LW4             | Hans Burn                 | Hubert Mandl          | James Lagerstrom      |        |
| LW6/8           | Rolf Heinzmann            | Robert Durcan         | Markus Pfefferle      |        |
| LW9             | Mathew Butson             | Arno Hirschbuehl      | James Patterson       |        |
| LW10            | Masahiro Shitaka          | Chris Waddell         | Reinhold Sager        |        |
| LW11            | Juergen Egle              | Stacy William Kohut   | Hans Joerg Arnold     |        |

### Donne
| Evento          | Classe            | Oro                 | Argento               | Bronzo |
| Discesa libera  |                   |                     |                       |        |
| B1-3            | Magda Amo         | Katerina Tepla      | Pascale Casanova      |        |
| LW2             | Sarah Billmeier   | Nicola Lechner      | Maggie Behle          |        |
| LW3,4,6/8       | Jennifer Kelchner | Mary Riddell        | Nadja Obrist          |        |
| LW10-11         | Kuniko Obinata    | Sarah Will          | Cecilia Paulson       |        |
| Supergigante    |                   |                     |                       |        |
| B1,3            | Katerina Tepla    | Marilyn Winder      | Sabina Rogie          |        |
| B2              | Magda Amo         | Pascale Casanova    | Elisabeth Dos-Kellner |        |
| LW2             | Danja Haslacher   | Sarah Billmeier     | Nicola Lechner        |        |
| LW3,4,5/7,6/8   | Reinhild Möller   | Karolina Wisniewska | Mary Riddell          |        |
| LW10-11         | Sarah Will        | Kuniko Obinata      | Cecilia Paulson       |        |
| Slalom gigante  |                   |                     |                       |        |
| B1,3            | Katerina Tepla    | Sabina Rogie        | Marilyn Winder        |        |
| B2              | Magda Amo         | Pascale Casanova    | Elisabeth Dos-Kellner |        |
| LW2             | Danja Haslacher   | Nicola Lechner      | Sarah Billmeier       |        |
| LW3,4,5/7,6/8   | Mary Riddell      | Karolina Wisniewska | Ramona Hoh            |        |
| LW10-11         | Sarah Will        | Vreni Stoeckli      | Kuniko Obinata        |        |
| Slalom speciale |                   |                     |                       |        |
| B1,3            | Katerina Tepla    | Sabina Rogie        | Marilyn Winder        |        |
| B2              | Magda Amo         | Pascale Casanova    | Theresa Fancher       |        |
| LW2             | Sarah Billmeier   | Nicola Lechner      | Maggie Behle          |        |
| LW3,4,5/7,6/8   | Reinhild Möller   | Nadja Obrist        | Mary Riddell          |        |
| LW10-11         | Sarah Will        | Tatsuko Aoki        | Muffy Davis           |        |